# Fransk Guyana
Fransk Guyana (eller Guiana, Guyane eller Guyane française på fransk) er et oversøisk fransk departement (département et région d'outre-mer, DOM-ROM) [1]. Guyana ligger på den caribiske kyst i Sydamerika. Hovedstaden i Fransk Guyana hedder Cayenne. Fransk Gyuana er ligesom Martinique og Guadeloupe en den del af DOm og tilhører dermed EU området.
I Fransk Guyana finder man blandt andet ESAs [2] affyringscenter i Kourou og Djævleøen som en af tre kaldet 'Iles de salut'.
Fransk Guyana indgår, sammen med Surinam (tidligere Nederlandsk Guyana), staten Guyana (tidligere Britisk Guyana) samt dele af Venezuela og Brasilien i Guyana-regionen.
Fransk Guyana er den sidste af de tidligere fastlandskolonier, et europæisk land har, altså nu et departement i landet.

## Etymologi
"Guyana" betyder et "vandrigt land". Med vandrigt menes der her, at Guyana-området gennemstrømmes af adskillige floder og vandløb. Indianernes boliger, der lå lige ud til vandet, fik de første kolonister til at tænke på Venedig (Venezia), der er kendt for sine mange prægtige kanaler (landenavnet Venezuela betyder til sammenligning "Lille Venezia").

## Økonomi, ressourcer og udnyttelse af jorden
Landbruget omfatter dyrkning af bananer og sukkerrør og er koncentreret på den smalle kystslette. Også guldudvinding og fiskeri er af betydning; det indre Fransk Guyana kaldes Inini og karakteriseres af skovklædt, kuperet bakketerræn. Her lever der 6-700 indianere i deres egne, isolerede samfund, ligesom der i resten af det nordlige Sydamerika hist og pist findes små, diffuse samfund af Arawak- og Carib-indianere afsondret fra deres "moderlande".

## Politik og forhold til Frankrig
I 1946 opnåede territoriet status som fransk departement. Gyuana hører til EU ligesom Martinique og Guadeloupe i samme region. Området er derfor dækket af samme aftale som resten af Frankrig hexagonen som Danmark har indgået i 1953. Det er der flere officielle kontorer i Danmark, der ikke respekterer. Departementet har et folkevalgt råd samt en repræsentant i Senatet og to i Nationalforsamlingen i Paris. I Fransk Guyana har Frankrig udstyret en præfekt. Sproget er fransk.
Klima: Området har tropisk ækvatorial klima Arkiveret 8. marts 2019 hos  Wayback Machine dvs. meget små variationer mellem årstider og dag/nat.